# 阮季牕
阮季牕（越南语：／；1864年—？年），越南阮朝官員。

## 生平
阮季牕是乂安省英山府南壇縣春柳總春柳社（今屬乂安省南壇縣南英社）人，嗣德十七年（1864年）出生。成泰六年（1894年），阮季牕参加乂安場鄉試，考中舉人。成泰十年（1898年），會試中格，庭試考中第三甲同進士出身。後仕至督學。